# Albania na Mistrzostwach Świata w Lekkoatletyce 2022
Albania na Mistrzostwach Świata w Lekkoatletyce 2022 – reprezentacja Albanii podczas mistrzostw świata w Eugene liczyła jedną zawodniczkę, która nie zdobyła żadnego medalu.

## Skład reprezentacji

### Kobiety
| Zawodniczka | Konkurencja                   | Eliminacje | Eliminacje | Finał   | Finał   | Źródło      |
| Zawodniczka | Konkurencja                   | Wynik      | Pozycja    | Wynik   | Pozycja | Źródło      |
| ----------- | ----------------------------- | ---------- | ---------- | ------- | ------- | ----------- |
| Luiza Gega  | bieg na 3000 m z przeszkodami | 9:14.91    | 6. Q       | 9:10.04 | 5.      | [ 1 ] [ 2 ] |